# Макотерський Юхим Фотійович
Юхим Фотійович Макотерський (23 березня 1933, Ванжулів, нині Тернопільська область — 21 серпня 2024) — український господарник, краєзнавець, громадський діяч. Депутат Чортківської міської ради (1975—1987, від 2006). Член НСКУ (1990) та товариства «Просвіта» (1998).

## Життєпис

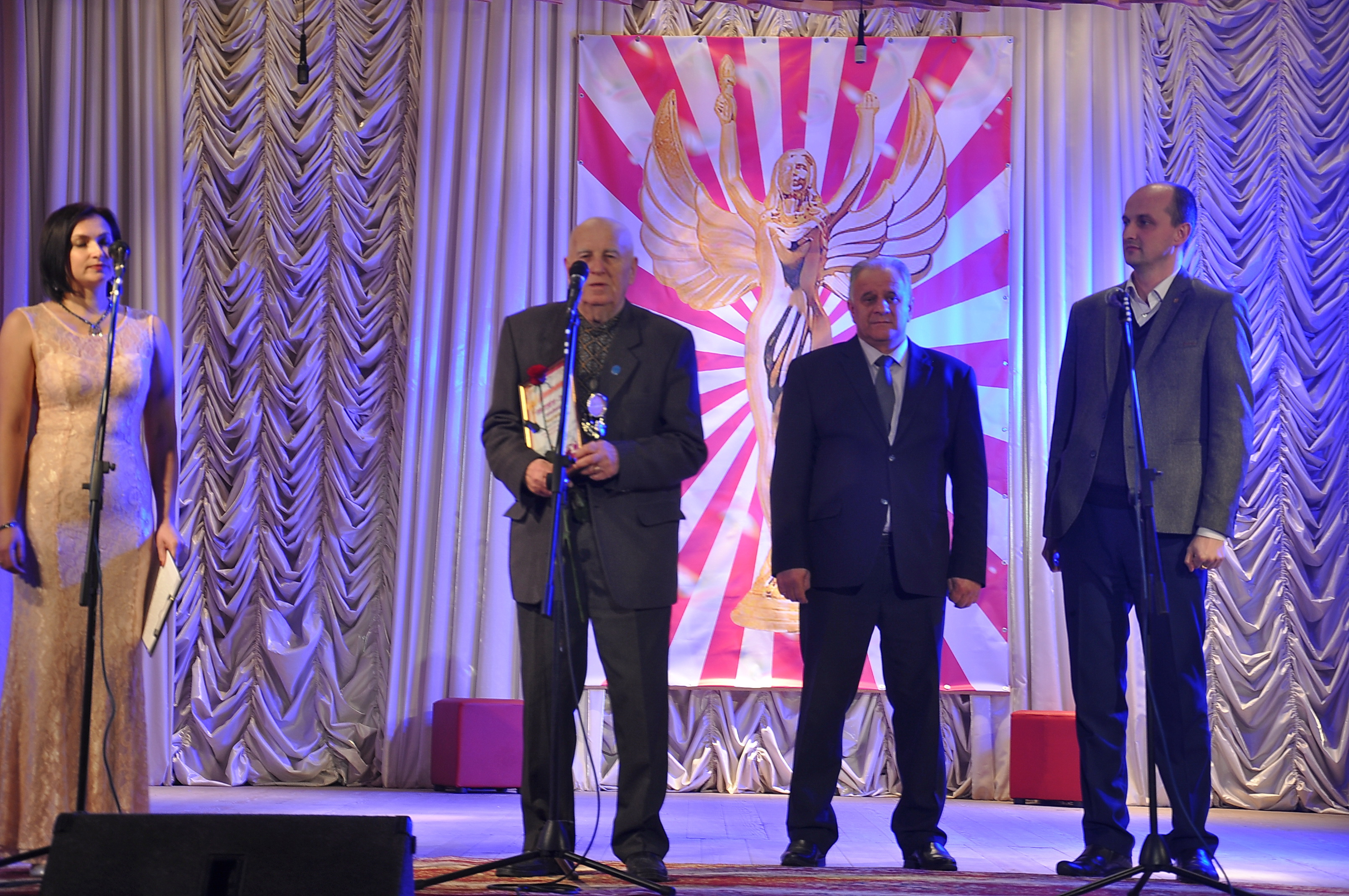
Юхим Фотійович під час нагородження «Звитяги-2017» в Чорткові

Юхим Макотерський народився 23 березня 1933 року в селі Ванжулові Лановецького району Тернопільської області України.
Закінчив Львівський сільськогосподарський інститут (1958, нині національний аграрний університет). Майстер, технолог, начальник відділу технічного контролю Чортківського авторемонтного заводу (1958—1961), директор Чортківської автомобільної школи (1961—1997).

### Громадська діяльність
Співініціатор виготовлення меморіальної таблиці Євгенові Петрушевичу (2008), пам'ятної таблички на пам'ятнику Тарасові Шевченку у центрі міста, присвоєння одній із вулиць Чорткова ім. генерала Удовиченка, присвоєння звання Героя України головнокомандуючому УПА, генерал-хорунжому Роману Шухевичу, встановлення меморіальної таблиці на приміщенні РБК ім. К. Рубчакової світлої пам'яті В'ячеслава Чорновола, про алеї відпочинку на площі біля будинку районної ради та РДА, перейменування центральної площі Чорткова на «Площу Героїв Євромайдану», встановлення пам'ятної дошки о. Івану Блавацькому (2021, с. Товстеньке Чортківського району).
Починаючи з 2010 року, піднімав питання про будівництво пам'ятника загиблим у Чортківській офензиві (нині виготовлено проєкт).
Діяльний у Чортківському районному осередку товариства «Просвіта».

## Доробок
Друкується у місцевій, обласній та всеукраїнській пресі. Автор історико-краєзнавчих розвідок, зокрема про Чортківську офензиву, так звану «Дванадцятку».
Книги
- «Роман Шухевич» (2001),
- «Юрко Тютюнник» (2001),
- «Тигровий скок» (2004),
- «Чи спокій віднайдуть невинно убієнні» (2004),
- «Дорогою праведности. Життя і служіння ігумені Йосифи Вітер» (2019, упорядник)[4].

## Нагороди
- Відмінник освіти України (1992)
- «Почесний громадянин міста Чорткова» (2013)[5][6]
- Почесна грамота Верховної Ради України (2017)[7][8]
- Лауреат диплому «Звитяги-2017» в номінації «Рекорди України»[9][10][11]
- нагрудний знак «Гордість Тернопілля» (2018)[12][13]
- орден «За заслуги перед громадою» (2023, м. Чортків)[14]

## Цікаві факти
У віці 82 років потрапив до «Книги рекордів України», як найстарший та найдосвідченіший депутат України.